# Muscari discolor
Muscari discolor là một loài thực vật có hoa trong họ Măng tây. Loài này được Boiss. & Hausskn. mô tả khoa học đầu tiên năm 1882.